# Alain de Chatellus
Pas d'image ? Cliquez ici
Alain de Chatellus, né le 18 mai 1907 dans le 8e arrondissement de Paris et mort le 20 avril 1987 au Chesnay, est un alpiniste et écrivain français.

## Biographie
Ingénieur de profession, diplômé à l'École centrale des arts et manufacture en 1930, Alain de Chatellus commence l'alpinisme par quelques ascensions avec guide puis fréquente les alpinistes parisiens qui ont fondé en 1919 le Groupe de haute montagne. Il y adhère de 1925 à 1930 en pratiquant l'alpinisme sans guide en compagnie de Tom et Jacques de Lépiney, Micheline Morin et Pierre Langlois.
Dans le Hoggar, Alain de Chatellus gravit l'Ihaghen (ou Iharen) et publie consécutivement en 1947 le recueil De l'Eiger à l'Iharen.

## Ascensions
Alain de Chatellus réalise peu de premières et préfère répéter les grands itinéraires :
- arête de Peuterey (mont Blanc) ;
- traversée des Grandes Jorasses ;
- arête Sans Nom de l'aiguille Verte ;
- arête San Caterina (mont Rose) ;
- arête des Quatre Anes de la dent Blanche.

## Ouvrages
- De l'Eiger à l'Iharen, Jean Susse, 1947
- Alpiniste, est-ce toi ?, Collection « Sempervivum », 1953
- La Première Ascension du Mont Blanc, 1958
- L'alpiniste est-il courageux ?, 1960